# Processament digital de veu
El processament de veu és l'estudi del senyal de veu i les tècniques de processament d'aquests senyals.
Els senyals són normalment processats a partir d'una representació  digital, per això el processament de veu es pot veure com la intersecció del processament de senyals digitals i el processament de llenguatge natural.
El processament de veu es pot dividir en les següents categories:
- Reconeixement de veu, que tracta l'anàlisi del contingut lingüístic d'un senyal de veu.
- Reconeixement del parlant, que té com a objectiu  identificar al parlant.
- Millora del senyal de veu, per exemple reducció de soroll.
- Codificació de veu per compressió de dades i transmissió de la veu. Vegeu també telecomunicació.
- Anàlisi de veu amb propòsits mèdics, per a l'anàlisi de disfuncions vocals.
- Síntesi de veu: la síntesi artificial de la parla, el que habitualment significa parla generada per ordinador.